# Karia Peak
Der Karia Peak (englisch; bulgarisch връх Кария wrach Karija) ist ein 1650 m hoher, abgerundeter und vereister Berg an der Loubet-Küste des Grahamlands im Norden der Antarktischen Halbinsel. In den westlichen Ausläufern des Bruce-Plateaus ragt er 5,6 km südsüdöstlich des Mount Lyttleton, 10 km südwestlich des Purmerul Peak und 13,2 km nordnordöstlich des Mount Bain auf. Seine steilen West- und Südhänge sind teilweise unvereist. Der Erskine-Gletscher liegt südlich, einer dessen Nebengletscher westlich und nördlich von ihm.
Britische Wissenschaftler kartierten ihn 1976. Die bulgarische Kommission für Antarktische Geographische Namen benannte ihn 2015 nach der antiken Stadt Karija im Nordosten Bulgariens.